# Grupo Carpe
O Grupo Carpe de Comunicação foi uma associação cultural juvenil sem ânimo de lucro dedicada à realização e distribuição de conteúdos audiovisuais, sonoros e escritos e ao desenho gráfico e site, entre outras atividades. Englobava a um conglomerado de organizações e marcas cuja atividade estava orientada ao âmbito da comunicação, e cuja difusão se realizava principalmente através de Internet. Seu objectivo último era a difusão da cultura através da rede.

## História

### Primeiros anos (1999-2001)
No ano 1999, Javier Carpe cria uma pequena promotora literária, Fábrica de Ficção. Em seus primeiros anos de vida, Fábrica de Ficção produz projetos a nível muito local, centrados especialmente no âmbito literário: relatos de fantasia e de ficção histórica, entre as que destaca As Aventuras de Houseplanet, um serial diário que segue as andanças de um grupo de meninos num planeta futurista, de cuja distribuição também se encarrega a produtora.

### Nascimento (2001-2004)
Em 2001, Ana Da Torre e sua companhia AMZ entram em cena. AMZ era um conglomerado de meios no que destacava a companhia EAmazonia, que se dedicava ao desenvolvimento de novas fórmulas de entretenimento aproveitando as possibilidades que oferecia a rede. Nesse ano, Fábrica de Ficção (que neste momento muda seu nome a Kes Studios) e EAmazonia se fundem criando KES Média Group. A ideia era unir as habilidades literárias da companhia de Javier Carpe e os avanços em entretenimento de EAmazonia. 
Com este salto à rede, a Corporação expande-se, começando a produzir textos de maior qualidade, inovando nas técnicas audiovisuais, e criando e desenvolvendo sistemas de entretenimento por Internet tais como módulos de jogo on-line.

### Consolidação (2004-2006)
Em 2004, KES Média Group passa a ser propriedade exclusiva de Carpe -ainda que Da Torre permanece no projeto-, que decide dar um giro de 180 graus à trajetória da organização. A companhia adquire sua atual denominação como Grupo Carpe de Comunicação, e se reorganiza adquirindo novas marcas que ampliam seu campo de ação a para novos horizontes.
O grupo entra de cheio em mercado da cibertelevisión durante o ano 2005 com a criação, junto à promotora Debellan, de NTV, o que seria seu primeiro canal. Paralelamente, AMZ lança a MBC como concorrência à corrente de Carpe. Depois de vários meses de convivência, ambos grupos terminam unindo forças com a produtora independente Barcava para, em setembro de 2005, lançar Canal NOX.
Nesta época, e aproveitando as possibilidades de difusão de uma plataforma como Canal NOX, Kes Studios produz dezenas de ciberseries e programas originais, entre os que destacam as ficções Bruxas Desesperadas, Em procura de Keops Sandiego e CSI: Versão Original, três produções de grande sucesso tanto em crítica como em público; e os programas Quem se atreve com...? e Blue Moon. Ademais, o Grupo compra a editorial Evanion para o desenvolvimento de publicações, cria o portal de informação generalista ASK99, e com a absorção definitiva de EAmazonia no ano 2005 completa sua oferta de produção e distribuição de conteúdos multimédia.

### Expansão (2006-2008)
Em 2006, cria-se a Fundação Keops SanDiego em torno da figura da personagem mais popular criado por Javier Carpe. Posteriormente, Kes Studios evolui até converter-se em Estudo 636 e redefine sua estratégia com a aquisição em massa de direitos sobre diferentes ciberseries, a produção de novos projetos audiovisuais, e a captação de novos sócios, escritores e showrunners.
Por outro lado, o sucesso de Canal NOX propícia que o Grupo Carpe e Barcava voltam a associar para o lançamento do segundo canal do Grupo, laDox, em primavera de 2007. No ano próximo veria o nascimento da terceira corrente, The Carpe Network. Assim, no primeiro trimestre de 2008 finaliza o processo de expansão do Grupo. A companhia assenta-se agora sobre cinco marcas paragüas que englobam as cinco atividades principais do Grupo: produção audiovisual, distribuição, entretenimento e serviços on-line, produção musical e editorial, e solidariedade. Por último, e para completar a oferta do Grupo, lança-se uma nova produtora, Plano C Pictures, reestrutura-se o área de serviços on-line e completa-se a oferta multimédia com compra-a do selo discográfico Renaldi Records.

### Nova estrutura (2009)
Depois de três temporadas de sucessos, o Grupo começa a propor-se redesenhar sua estratégia de mercado e seu campo de ação empresarial. Esta decisão da presidência não está bem vista por todos os sócios do grupo, que manifestam publicamente seu descontentamento.
No final de 2009, Estudo 636 fecha suas portas, deixando todos seus projetos em mãos de Plano C. Posteriormente, durante o primeiro trimestre de 2009, Novoa Média lança uma oferta para comprar o ramo editorial do Grupo. Depois de várias semanas de conversas, a votação a favor das irmãs Da Torre propícia que Novoa Média se converta no novo dono tanto do selo Renaldi Records como da editorial Evanion.
Em junho desse mesmo ano, DNA Networks -um dos acionistas de The Carpe Network- e Sandra da Torre vendem suas ações de The Carpe Network a Medianet, que adquire o 49% dos direitos sobre o canal numa operação rápida e silenciosa que mal supôs mudanças para a corrente. Mais tarde, em meados de ano, Javier Carpe manifesta sua decisão de desmantelar a companhia tal como lha conhece, e anuncia que se está a procurar uma solução que satisfaça a todos os sócios. Em novembro, as irmãs Da Torre criam Torres Co. (um reboot da antiga EAmazonia) e entram em conversas com o Grupo para recuperar formalmente sua parte da empresa.
Assim, no final desse mesmo mês, se faz pública a venda do ramo de serviços on-line à companhia das irmãs. Ademais, as duas organizações chegam a um acordo para gerir os direitos de todos os projetos desenvolvidos pelo grupo desde o ano 2000, nascendo assim a gestora audiovisual NOX Cinema.

### Nova direcção (2010-2011)
O 1 de janeiro de 2010 Javier Carpe renuncia à presidência do Grupo. Nesse mesmo dia anuncia-se o nome de quem tomará as rendas da organização: Luzia Sánchez. Durante esse ano, Sánchez apresentou a nova estrutura do Grupo, com novas marcas como Galgo, WebTV ou RML Comunicação à frente. Ao longo do ano 2010 o Grupo baixa drasticamente seu volume de negócio, especialmente desde o fechamento dos canais de cibertelevisión do Grupo.
Em 2011 o Grupo Carpe celebra seu décimo aniversário.

### Feche (2012)
Em fevereiro de 2012, após quase 11 anos de existência, o Grupo Carpe anuncia sua completa dissolução e a de todas suas marcas. Os direitos de distribuição de todas as produções amparadas pelo Grupo e seus subsidiarias desde o ano 2004 ficam em mãos de uma gestora de propriedade intelectual.

## Principais marcas
Em abril de 2008 apresenta-se a nova organização interna do grupo, que se realizava em torno de cinco divisões que englobavam as cinco atividades principais do Grupo Carpe. Esta organização mantém-se até o ano 2009.
- Carpe Studios
  - Estudo 636
  - Plano C Pictures

- Novco Televisão
  - Canal NOX
  - laDox
  - The Carpe Network

- Carpe Entertainment
  - Publicorp
  - MediaDox
  - CarpeNET

- Galgo Editores
  - Evanion
  - Renaldi Records

- Fundação Carpe
  - Fundação Keops SanDiego

### Carpe Studios
Divisão encarregada da produção audiovisual e multimédia do Grupo. Carpe Studios produzia curta-metragens e séries; a maior parte destas produções estavam orientadas a sua difusão através de Internet, pelo que em sua realização se utilizavam médios técnicos adequados a este tipo de plataformas.
Composta por duas produtoras: Estudo 636, dantes conhecida como Kes Studios, que fechou em 2009 com vários anos de experiência e grandes projetos a suas costas, como a série CSI: Versão Original; e Plano C Pictures, nascida em 2008 e dedicada a encarregar dos projetos mais modestos. Plano C colaborava estreitamente com The Carpe Network na produção de formatos originais para a corrente.

### Novco Televisão
Novco Televisão operava os canais de cibertelevisión do Grupo. A cibertelevisión, também conhecida como televisão 2.0, é um novo conceito de fazer programas, que se emitem íntegra e exclusivamente através da rede.
Novco Televisão possuía três correntes, Canal NOX (2005-2007) que foi o primeiro portal deste tipo que possuiu o Grupo, se tratava de uma corrente de âmbito generalista que emitia programas, séries e cinema tanto de produção própria como alheia. Possuía, assim mesmo, uma divisão de notícias e entretenimento destacavel. O segundo canal, laDox (2007) estava mais focado às séries mais adultas, com um target mais específico que sua irmã menor.
Por último, The Carpe Network foi lançada em 2008 através de um site em Beta Privada. Trata-se de um canal mais sofisticado, que emite essencialmente programas de produção própria. Em junho de 2009, Medianet adquire um 49% do canal e passa a gerir sua programação. Em agosto de 2010, Medianet anuncia que o canal não voltará em setembro para a nova temporada.

### Carpe Entertainment
Esta era, junto à produtora Estudo 636, o ramo mais antigo da companhia. Carpe Entertainment criava e desenvolvia sistemas de jogo e entretenimento on-line, e oferecia diferentes serviços através da rede, como o desenho e publicação de páginas site, gestão de lugares site, e serviços publicitários. A iniciativa nasce no ano 2000 e centra-se essencialmente na criação de módulos de jogo através de Internet, mas com compra-a de EAmazonia amplia-se o mercado e divide-se a antiga companhia em duas: CarpeNET, que se encarregava de continuar com a investigação e desenvolvimento de sistemas de entretenimento on-line; e MediaDox, dedicada à criação e manutenção de lugares site.
Para completar a oferta de Carpe Entertainment, em 2008 compra-se a modesta agência publicitária Publicorp para dirigir as campanhas de publicidade do Grupo Carpe e suas organizações associadas. A partir de janeiro de 2010, este ramo volta a mãos das irmãs Da Torre, antigas proprietárias de EAmazonia.

### Galgo Editores
Galgo Editores reunia o selo discofráfico e a assinatura editorial do Grupo. Esta era a divisão mais simbólica e que menos trabalho recebia, já que as incursões do Grupo em ambos sectores eram mais bem reduzidas. Até sua venda, Evanion dedicava-se à publicação de algumas novelas e reediciones de velhos sucessos em formato papel, e à maquetação e criação de publicações para plataformas virtuais. Entre estes últimos destacava a revista virtual CN Magazine, lançada ao mercado em janeiro de 2008.
Por outro lado, Renaldi Records limitava-se à gestão das Trilhas correntes Originais das produções audiovisuais de Carpe Pictures. Atualmente, ambas companhias pertencem a Novoa Média.

### Fundação Carpe
A Fundação Carpe era o ramo solidário do Grupo, que geria os projectos sociais e humanitários da companhia através da Fundação Keops SanDiego, uma associação humanitária criada em torno da figura da personagem de ficção Keops SanDiego, que o Grupo Carpe popularizou em 2004. Principalmente, a Fundação colaborava com pequenas ONGs à hora de organizar campanhas de concietização e arrecadação de fundos para diferentes iniciativas solidárias.

## O Grupo Carpe até 2012
Com a chegada de Luzia Sánchez à presidência em janeiro de 2010 faz-se efetiva a nova remodelagem do Grupo, que possuía as seguintes marcas:
- Plano C Studios
- WebTV
- RML Comunicação
- Edições Galgo

Desta forma, o Grupo conservava o produtora Plano C, que continuou desenvolvendo formatos para televisão e cinema, e se lhe uniram NOX Cinema, que geria os direitos de reprodução daquelas produções desenvolvidas pelo Grupo para seus canais de televisão até 2009. Ditos canais reuniam-se baixo a marca WebTV, de forma meramente testimonial.
Por outro lado, nasceu RML Comunicação, uma agência de nova criação dedicada ao desenho e manutenção de lugares site, à investigação do site 2.0, à organização de eventos e à representação de artistas. Edições Galgo também permanecia baixo a direção do Grupo.

## Personalidades
Desde o ano 2004 até janeiro de 2010, Javier Carpe presidiu, acompanhado do Conselho de Administração, o Grupo Carpe, tarefa que compartilhou com a direção de Novco Televisão e a supervisão de Carpe Studios, além de dirigir o Área de Imprensa da organização. Em 2010, Luzia Sánchez assume a presidência até a dissolução do grupo.
Mas o Grupo Carpe esteve integrado também por muitos outros voluntários e colaboradores que trabalhavam de forma desinteressada. Estas são algumas das personalidades mais relevantes que têm trabalhado para a companhia.
- Ana da Torre.

Foi coordenadora de Carpe Entertainment até 2008. Posteriormente cria Torres Co. junto a sua irmã Sandra.
- Johana Katzembach.

Conselheira delegada de Canal NOX e laDox até 2009.
- Sandra da Torre.

RR.#PP do Grupo, diretora de Publicorp e editora anexa de Evanion até 2009.
- Guillermo Bradshaw.

Director de Estudo 636 até 2008. Dirigiu o departamento de ficção de Canal NOX.
- Rita Moreno.

Foi Presidenta da Fundação Keops SanDiego desde seu nascimento.